# Orobinec
Orobinec (Typha) je rod jednoděložných rostlin z čeledi orobincovité. Čeleď orobincovité (Typhaceae) obsahovala ve starších taxonomických systémech pouze rod orobinec. Podle systému APG III byl do čeledi orobincovité přidán rod zevar (Sparganium), dříve v samostatné čeledi zevarovité (Sparganiaceae).

## Popis
Jedná se o vytrvalé rostliny s oddenky, zpravidla vodní nebo bažinné. Listy jsou jednoduché, střídavé, na průřezu trojhranné nebo ploché, přisedlé, uspořádané do 2 řad. Čepele jsou celistvé, čárkovité se souběžnou žilnatinou. Květy jsou v květenstvích, hustých tlustých klasech složených z mnoha květů, někdy se tento typ květenství nazývá palice. Jedná se o jednodomé rostliny, květy jsou jednopohlavné, oddělené do zvláštních částí květenství, dole jsou samičí, nahoře samčí. Často se jedná o 2 oddělené palice, samičí a samčí. Okvětí je zakrnělé, v podobě laločnatých a vidlicovitých chlupů. Chlupů 1-10, obvykle u samčích květů 3, u samičích 1–4, v 1–5 nepravidelných přeslenech. Samčí květy obsahují 3 tyčinky, vzácněji 1–5 tyčinek, nitky jsou na bázi v různé délce srostlé. Pyl se šíří pomocí větru. V samičích květech je gyneceum složené z jednoho plodolistu (monomerické). Semeník je svrchní. Plod je suchý, pukavý, jedná se o měchýřek, který je však velmi drobný a před puknutím vypadá jako nažka. Plody se šíří pomocí větru, létací aparát jsou chlupy okvětí. Plodenství připomíná doutník, podle kterého nesou lidový název.

## Rozšíření ve světě
Je známo asi 10 druhů, které jsou rozšířeny skoro po celém světě, od mírného pásu po tropy.

## Rozšíření v Česku
V ČR rostou čtyři druhy z rodu orobinec (Typha), jeden druh je považován v ČR za vyhynulý. Běžným druhem je orobinec širokolistý (Typha latifolia). Dalším běžným druhem je orobinec úzkolistý (Typha angustifolia), který má užší listy než orobinec širokolistý a mezi samčí a samičí palicí je výrazná mezera (u orobince širokolistého palice na sebe navazují nebo je mezi nimi jen nepatrná mezera). Oba druhy často vytvářejí rozsáhlé monodominantní porosty. Ještě užší listy než orobinec úzkolistý má orobinec sítinovitý (Typha laxmanii), který je původní v jihovýchodní Evropě a je zatím považován za kriticky ohrožený druh (C1), v posledních letech se však spíše šíří v teplejších oblastech. Orobinec stříbrošedý (Typha schuttleworthii) byl v ČR ještě nedávno udáván jako vyhynulý druh (A1), v posledních letech byl však znovu potvrzen, více lokalit se nachází v Bílých Karpatech. Orobinec nejmenší (Typha minima) se kdysi vyskytoval u Hrdlořez u Suchdola nad Lužnicí, nyní je v ČR vyhynulý (A1).

## Seznam druhů
- Typha angustifolia L. – Evropa, Asie, Severní Amerika, severní Afrika, Austrálie, Nový Zéland
- Typha domingensis Pers. – Evropa, Asie, Severní Amerika, Mexiko, Jižní Amerika, severní Afrika, Austrálie, Nový Zéland
- Typha laxmannii Lep. – Evropa, Asie
- Typha latifolia L. – Evropa, Asie, Severní Amerika, Mexiko, Jižní Amerika, severní Afrika, adventivně i Austrálie a Nový Zéland
- Typha lugdunensis P.Chabert – Evropa
- Typha minima Hoppe – Evropa, Asie
- Typha orientalis – východní Asie, Austrálie
- Typha shuttleworthii Koch et Sonder – Evropa, Asie
- a další